# Guénange
Guénange är en kommun i departementet Moselle i regionen Grand Est (tidigare regionen Lorraine) i nordöstra Frankrike. Kommunen ligger i kantonen Metzervisse som tillhör arrondissementet Thionville-Est. År 2022 hade Guénange 7 922 invånare.

## Befolkningsutveckling
Antalet invånare i kommunen Guénange
| Referens: INSEE |